# Liste der Biografien/Polm
Liste der Biografien |
Portal Biografien |
Personensuche
# |
A |
B |
C |
D |
E |
F |
G |
H |
I |
J |
K |
L |
M |
N |
O |
P |
Q |
R |
S |
T |
U |
V |
W |
X |
Y |
Z |
?
 
Pa |
Pc |
Pe |
Pf |
Ph |
Pi |
Pj |
Pk |
Pl |
Pm |
Pn |
Po |
Pr |
Ps |
Pt |
Pu |
Pv |
Pw |
Py
 
Poa |
Pob |
Poc |
Pod |
Poe |
Pof |
Pog |
Poh |
Poi |
Poj |
Pok |
Pol |
Pom |
Pon |
Poo |
Pop |
Por |
Pos |
Pot |
Pou |
Pov |
Pow |
Pox |
Poy |
Poz
 
Pola |
Polc |
Pold |
Pole |
Polf |
Polg |
Polh |
Poli |
Polj |
Polk |
Poll |
Polm |
Poln |
Polo |
Pols |
Polt |
Polu |
Polv |
Polw |
Poly |
Polz
Die Liste der Biografien führt alle Personen auf, die in der deutschsprachigen Wikipedia einen Artikel haben. Dieses ist eine Teilliste mit 10 Einträgen von Personen, deren Namen mit den Buchstaben „Polm“ beginnt.

## Polm

### Polma
- Polman, Albert (* 1961), niederländischer Physiker
- Polman, Estavana (* 1992), niederländische HandballspielerinEstavana Polman (* 1992)

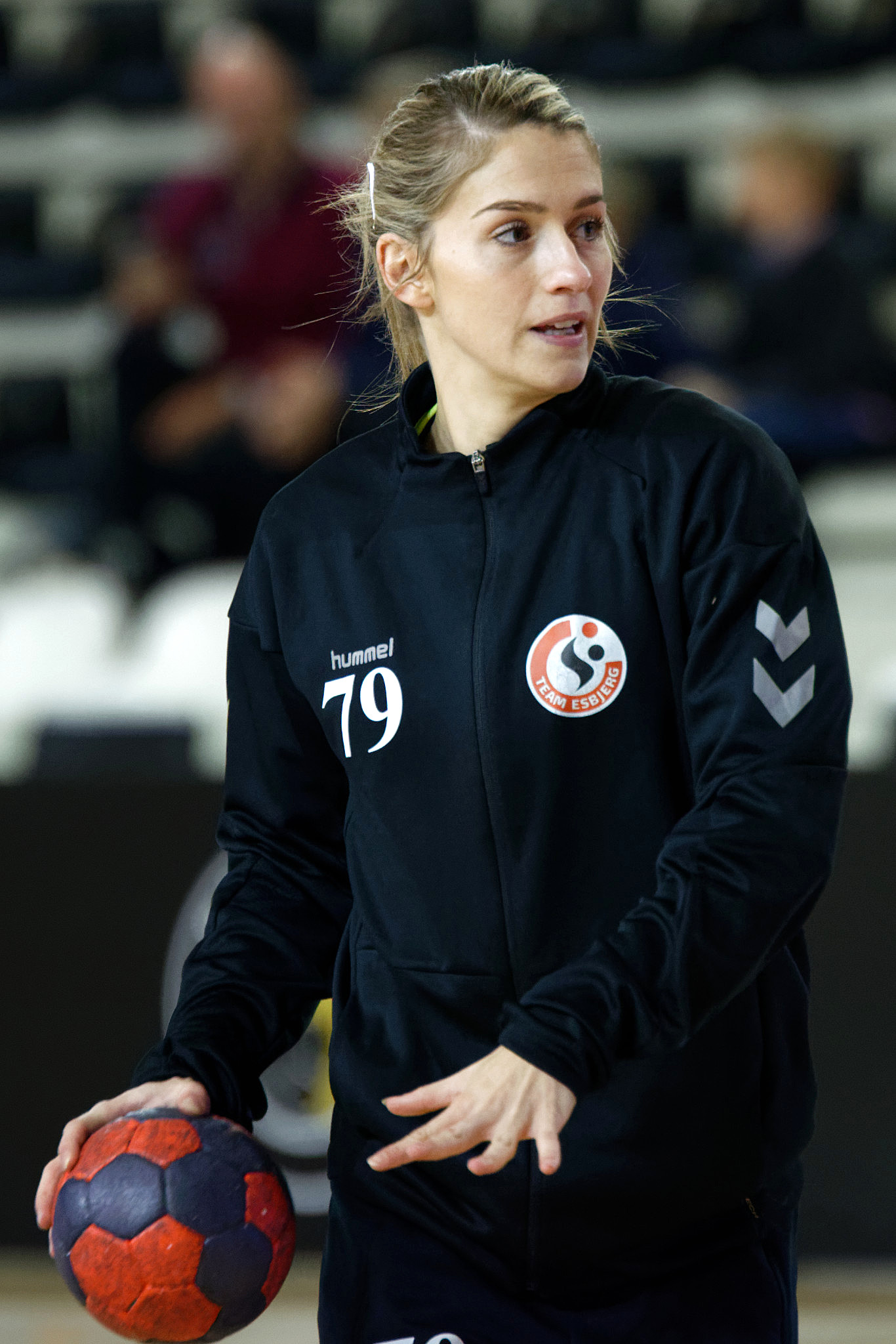
Estavana Polman (* 1992)

- Polman, Han (* 1963), niederländischer Politiker (D66)
- Polman, Paul (* 1956), niederländischer Manager
- Polman-Tuin, Connie (* 1963), kanadische Siebenkämpferin
- Polmans, Gavin (* 1971), südafrikanischer Badmintonspieler
- Polmans, Marc (* 1997), australischer Tennisspieler
- Polmans, Sebastian (* 1982), deutscher Autor
- Polmar, Erich, deutscher Leistungsturner

### Polme
- Polmear, Ian (1928–2025), australischer Dreispringer und Materialwissenschaftler